# Chrysorabdia viridata
Chrysorabdia viridata är en fjärilsart som beskrevs av Max Wilhelm Karl Draudt 1914. Chrysorabdia viridata ingår i släktet Chrysorabdia och familjen björnspinnare. Inga underarter finns listade i Catalogue of Life.